# ACE Team
ACE Team  est un studio de développement chilien de jeux vidéo fondé en 2002 et basé à Santiago. Le nom de l'entreprise est l’acronyme issu des premières lettres de chacun des prénoms de ses fondateurs.

## Jeux développés
- 2003 : Zenozoik (projet annulé réutilisé pour Zeno Clash)
- 2009 : Zeno Clash
- 2009 : The Malstrums Mansion (jeu Flash dont l'origine du développement remonte à 1989)
- 2011 : Rock of Ages
- 2013 : Zeno Clash II
- 2014 : Abyss Odyssey
- 2015 : The Deadly Tower of Monsters
- 2016 : Rock of Ages II: Bigger and Boulder
- 2019 : SolSeraph
- 2020 : Rock of Ages III: Make and Break
- 2022 : The Eternal Cylinder
- 2023 : Clash: Artifacts of Chaos

Mods
- 1999 : Batman Doom, pour Doom
- 2000 : Zanzan, pour Doom II: Hell on Earth
- 2002 : The Dark Conjunction, pour Quake III: Arena